# PontMeyer
PontMeyer is een Nederlandse leverancier van hout, plaat- en bouwmaterialen. De oudste voorloper van het bedrijf is opgericht in 1828 en vestigde zich in 1876 te Zaandam. Het bedrijf is gespecialiseerd in materialen voor afbouw en ruwbouw. Anno 2020 heeft PontMeyer 48 vestigingen verspreid over het hele land.

## Geschiedenis
In het jaar 1828 richtte William Pont samen met Jacob Boot te Edam de firma Jacob Boot & Comp. op. De toen 22-jarige Pont ontving een erfenis van zijn grootvader en investeerde die in het bedrijf. Aan de vele naamswijzigingen is af te lezen dat Pont steeds meer invloed kreeg. In 1890 werd de formele naam van het bedrijf N.V. Houthandel, voorheen William Pont te Edam en Zaandam. De handelsnaam van de onderneming veranderde van Jacob Boot & Comp, naar Firma Boot en Pont, vervolgens Pont & Boot en ten slotte Firma William Pont (1844). Oude relikwieën van de familie zijn nog steeds te zien in het Edams Museum.
Vanuit de kleine zeehaven in Edam importeerde het bedrijf rechtstreeks hout vanuit Rusland en de Scandinavische landen. Toen de vrachtschepen te groot werden besloot Firma William Pont te verhuizen naar de Zaandamse haven, die in 1885 toegankelijk werd door het graven van Zijkanaal G. Daarmee vestigde het bedrijf zich in de streek die groot geworden was met de houtzaagmolen. Deze was uitgevonden in de 16e eeuw en won in de volgende eeuw veel terrein in de Zaanstreek. Toonaangevend was het gebied niet meer toen Pont zich er vestigde, maar de handel en verwerking van hout bloeide. De verhuizing werd in 1888 voltooid door opvolgend eigenaar Frederik Hendrik Pont, zoon van William. De onderneming groeide daarna in een rap tempo. Na de Eerste Wereldoorlog werden verspreid over Nederland een aantal filialen opgericht. Daarnaast startte Pont de destijds bekende kistenfabriek De Phoenix op aan de Halfweg.
De onderneming was tussen de Eerste en Tweede Wereldoorlog een van de  grootste houtafnemers van Rusland. Ook importeerde het vurenhouten balken en gezaagd hout uit Zweden en Finland. De houtloodsen in de Zaandamse haven breidden zich snel uit en Pont had ruim honderd werknemers. Het bedrijf stond bekend vanwege z'n goede lonen en sociale voorzieningen en werd gezien als de grootste houtfirma van Nederland.

## Overname
Begin jaren 1980 leed het bedrijf grote verliezen op branchevreemde activiteiten, waaronder een speculatieve belegging in gronden in Maleisië. De afschrijving van 60 miljoen gulden overleefde Pont niet, met sanering en gedwongen ontslagen als gevolg.
Het bedrijf werd overgenomen en ging verder als Pont-Meijer BV met ongeveer 40 werknemers. Het kernassortiment bestond uit naaldhout, vurenhout, hardhout, meranti, plaatmateriaal en okoumé. 
In de jaren 1980 experimenteerde Pont-Meyer als een van de eerste groothandels met een drive-in concept. De eerste ‘Ponton’ werd in Hilversum geopend, gevolgd door vestigingen in Utrecht en Tilburg. Klanten rijden naar binnen tot waar ze de gewenste materialen kunnen inladen.
Het bedrijf groeide gestaag door en kreeg in 1986 het predicaat Koninklijk. In 1986 vond er een fusie plaats met Meyer International, waarna het bedrijf verder ging onder de naam PontMeyer. Sinds 1999 is het bedrijf weer in Nederlandse handen met als grootaandeelhouder HAL Investments.

## PontMeyer in de 21e eeuw
In het jaar 2000 nam PontMeyer de Koninklijke Houthandel Eecen over. De kredietcrisis van 2007 raakte de bouwsector hard en PontMeyer bleef mede overeind door als een van de eerste in zijn branche flink te reorganiseren. In 2015 nam PontMeyer NV de voormalige DBS-bedrijven over, waaronder Jongeneel, RET en Astrimex. Sinds de definitieve overname in oktober 2015, die gelijkwaardig moest uitpakken, gingen de in totaal negen bedrijven verder onder de vlag ‘TABS Holland’.